# ماركو ديوريكين
ماركو ديوريكين (بالألمانية: Marco Djuricin)‏ (12 ديسمبر 1992 بفيينا في النمسا - ) هو لاعب كرة قدم نمساوي في مركز الهجوم. شارك مع منتخب النمسا تحت 17 سنة لكرة القدم ومنتخب النمسا تحت 18 سنة لكرة القدم ومنتخب النمسا تحت 19 سنة لكرة القدم ومنتخب النمسا تحت 21 سنة لكرة القدم ومنتخب النمسا لكرة القدم. أما مع النوادي، فقد لعب مع أوستريا فيينا ورابيد فيينا وشتورم غراتس ونادي برينتفورد ونادي ريد بل سالزبورغ ونادي هرتا برلين ويان ريغينسبورغ وHertha BSC II ‏.

## مسيرته الكروية
لعب ماركو ديوريكين خلال مسيرته الاحترافية مع 9 أندية في خمسة عشر موسمًا وسجل خلالها 59 هدفًا ضمن 212 مباراة. حيث فاز في ثلاثة مواسم بالكأس وفي موسمين بالدوري.
خاض ماركو ديوريكين مسيرته مع Hertha BSC II ‏ في موسم 2009–10 في المرة الأولى ولمدة موسمين ثم في موسم 2011–12 لمدة موسم واحد، مشاركًا طوالها في 23 مباراة سجل خلالها 12 هدفًا. ثم انتقل إلى SG Gesundbrunnen Berlin ‏ في موسم 2010–11 ولمدة موسمين، حيث شارك في 11 مباراة سجل خلالها هدفين. لينتقل بعدها إلى نادي يان ريغينسبورغ في موسم 2012–13 لمدة موسم واحد، مشاركًا في 16 مباراة سجل خلالها 3 أهداف. ثم انتقل إلى نادي شتورم غراتس في موسم 2013–14 ولمدة موسمين، مشاركًا في 36 مباراة سجل خلالها 17 هدفًا. هذا وانتقل لاحقًا إلى نادي ريد بول سالزبورغ في موسم 2014–15 ولمدة موسمين، مشاركًا في 16 مباراة سجل خلالها هدفين. ثم انتقل بعدها إلى نادي برينتفورد في موسم 2015–16 لمدة موسم واحد، مشاركًا في 22 مباراة سجل خلالها 4 أهداف. ليعود وينتقل من جديد، لكن هذه المرة إلى نادي فيرينتسفاروشي في موسم 2016–17 لمدة موسم واحد، مشاركًا في 25 مباراة سجل خلالها 8 أهداف. لينتقل بعدها إلى نادي غراسهوبر زيوريخ في موسم 2017–18 ولمدة موسمين، مشاركًا في 46 مباراة سجل خلالها 11 هدفًا. ثم لعب في نادي كارلسروه في موسم 2019–20 لمدة موسم واحد، مشاركًا في 17 مباراة ولم يسجل أي هدف.

## وصلات خارجية
- ماركو ديوريكين على موقع الاتحاد الدولي (مؤرشف)  (الإنجليزية)
- ماركو ديوريكين على موقع الاتحاد الأوربي (الإنجليزية)
- ماركو ديوريكين على موقع قاعدة بيانات كرة القدم.إي يو (الإنجليزية)
- ماركو ديوريكين على موقع بيانات كرة القدم. دي إي (الألمانية)
- ماركو ديوريكين على موقع ناشيونال فوتبول تيمز (الإنجليزية)
- ماركو ديوريكين على موقع Soccerbase.com (لاعب) (الإنجليزية)
- ماركو ديوريكين على موقع Soccerway.com (الإنجليزية)
- ماركو ديوريكين على موقع عالم كرة القدم.نت (الإنجليزية)
- ماركو ديوريكين على موقع AS.com (الإسبانية)